# Aeroportul Indianapolis Executive
Aeroportul Indianapolis Executive (IATA: TYQ, ICAO: KTYQ, FAA LID: TYQ) este un aeroport din Indiana, Statele Unite ale Americii ce deservește zona Indianapolis. Aeroportul a fost tranzitat în 2019 de 176 de pasageri. A fost numit după zona deservită.
Situat la o altitudine de 281 m, aeroportul dispune de 1 pistă.

## Infrastructură

### Piste
Aeroportul dispune de o singură pistă. Pista 18/36 are suprafața de beton și dimensiunile 5.500 picioare × 100 picioare. 